# Hari Pal Kaushik
Hari Pal Kaushik (Jalandhar, 2 febbraio 1934 – Jalandhar, 25 gennaio 2018) è stato un hockeista su prato indiano.
Ha partecipato ai Giochi olimpici del 1956 e del 1964, vincendo la medaglia d'oro in entrambe le occasioni.